# 蘇丹·本·穆罕默德·阿勒卡西米
蘇丹·本·穆罕默德·阿勒卡西米（阿拉伯语：‎，1939年7月2日—）是現任沙迦酋長國的君主（1972年至今），阿拉伯聯合大公國聯邦最高會議的成員，屬於統治沙迦的阿勒卡西米家族。沙迦大學以及沙迦美國大學皆在他的任內創立（1997年）。

## 外部來源
- 官方网站
- 开放图书馆中蘇丹·本·穆罕默德·阿勒卡西米的著作